# Miso

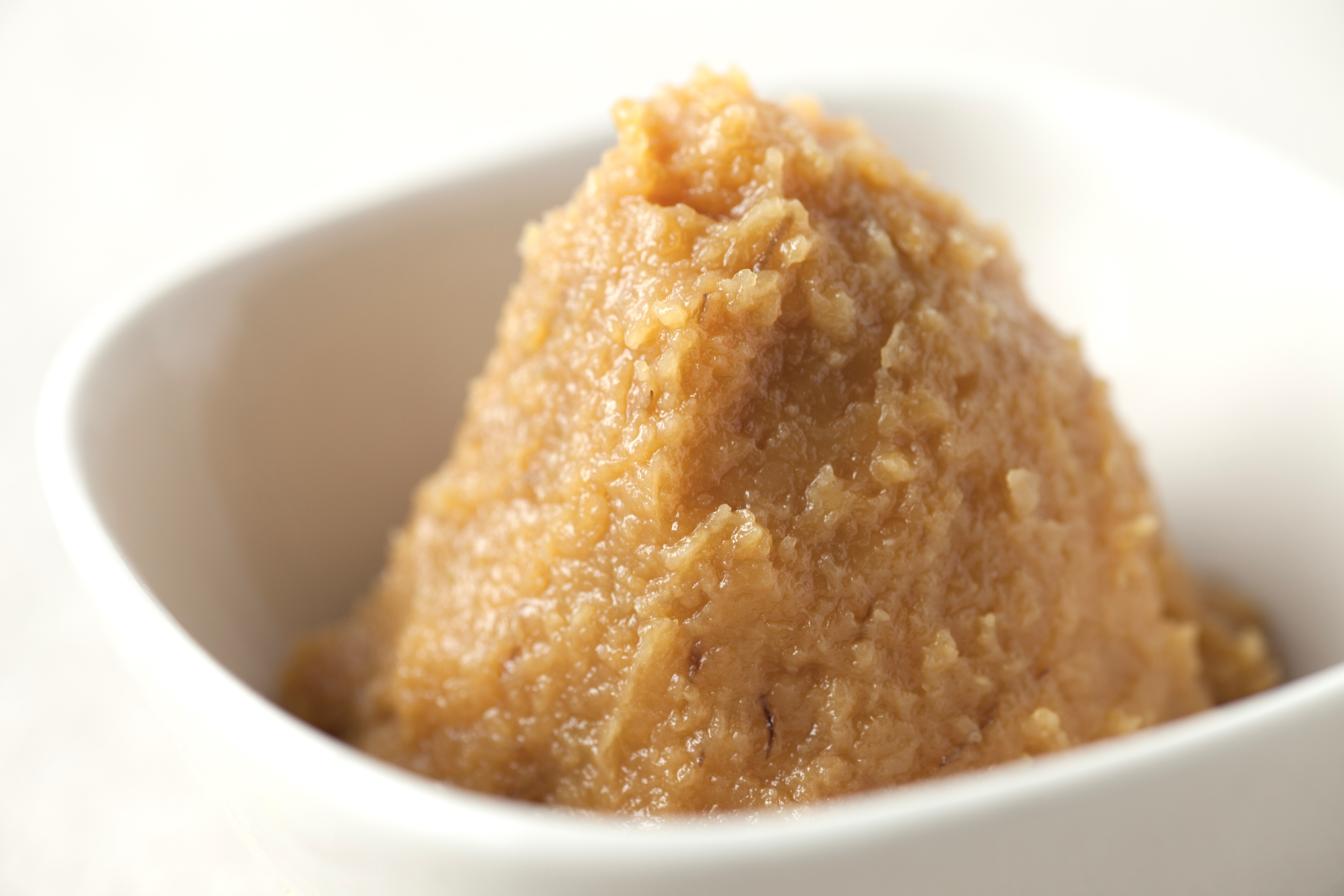
Miso.

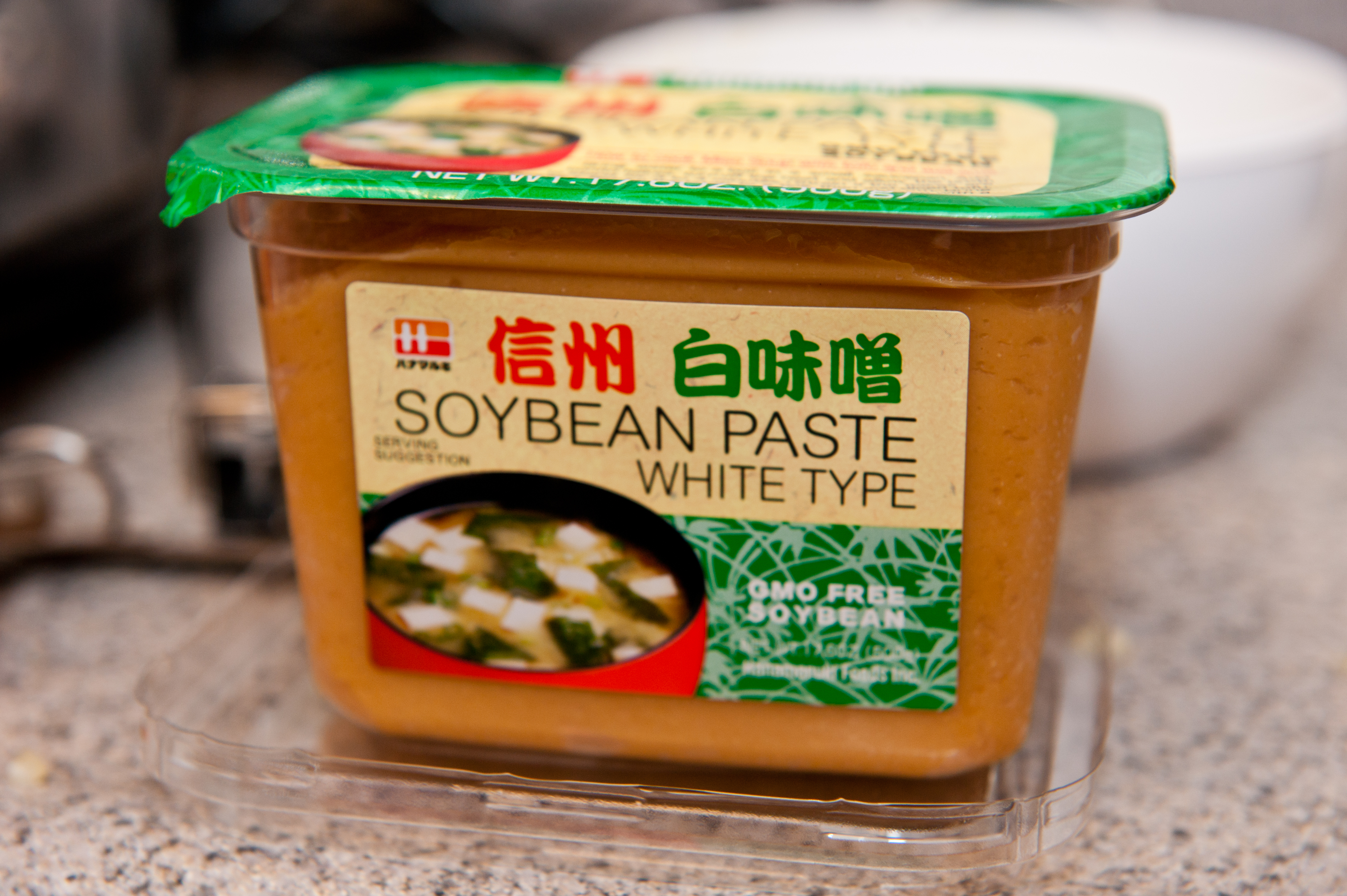
El miso generalmente se vende en envases de plástico.

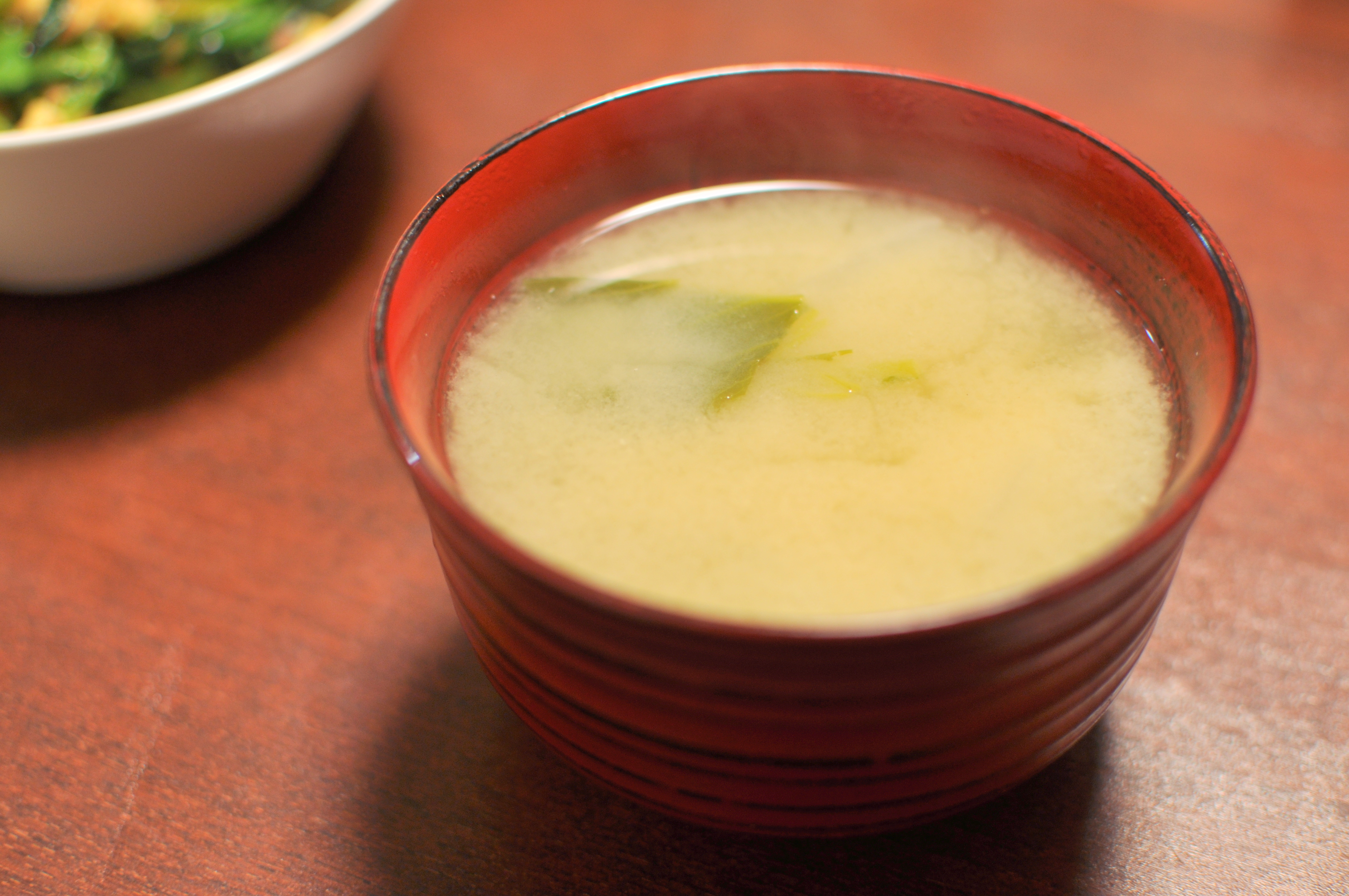
Sopa de miso.

El miso (del japonés 味噌, miso, 'fuente del sabor', a su vez procedente de mi 'sabor o condimento', y so 'fuente') es un condimento consistente en una pasta aromatizante, hecha con semillas de soja o cereales y sal marina fermentada con el hongo koji. Durante siglos fue considerado un alimento curativo en China y Japón.
El kome miso era el preferido por la familia imperial japonesa y los samuráis, por tener un sabor más refinado e incluso un poco dulce. Su consumo empezó a popularizarse hace tan sólo unos 100 años.
Este alimento fermentado contiene enzimas que ayudan a la digestión, y suministra carbohidratos, lípidos, vitaminas, minerales y proteínas. Algunos sostienen que el miso sin pasteurizar puede recuperar la flora intestinal que haya sido deteriorada por dietas de alto contenido en carnes, azúcar, productos químicos y antibióticos, aunque no hay ningún estudio científico que lo ratifique.
Los ingredientes de base para producir miso pueden ser una mezcla de granos de soja, cebada, arroz, alforfón, mijo, centeno, trigo, semillas de cáñamo, etc. que después se fermenta. 
En la elaboración de un miso liviano o ligero, la soja es inoculada con un cultivo o fermento fúngico y se incuba durante 72 horas. El cultivo preparado para producir miso se llama kōji (麹), y es una mezcla de trigo o arroz con el hongo kōji-kin (麹菌, especie de hongo asociado actualmente al Aspergillus oryzae), o, si no, con el shōyu-kōji-kin (醤油麹菌, Aspergillus sojae). La elaboración del miso y el tamari en Japón tiene una larga tradición, donde el clima y el proceso de fermentación son críticos para el resultado final del producto. Existen catadores profesionales. Se usan barricas de madera de cedro, en las que se almacena el producto durante más de un año. Los productos elaborados industrialmente no siguen estos procesos tradicionales, lo que incide en la calidad final del producto.
Los tipos de miso más afamados son fermentados durante largo tiempo. Pueden obtenerse diferentes tipos, como:
- Shiromiso, es decir miso blanco: su fermentación dura aproximadamente un año y resulta ser el de sabor más suave;
- Akamiso, es decir miso rojo: su fermentación dura aproximadamente dos años, teniendo un sabor más fuerte que el blanco;
- Kuromiso, que es el miso negro: su fermentación dura aproximadamente tres años y su gusto es intenso;
- Hatchomiso es la variedad más concentrada y proteica al no llevar ningún tipo de grano añadido (arroz, trigo o cebada).[1]

Los miso blancos, rojos o negros se utilizan especialmente para condimentar sushi durante el invierno, ya que de esa manera el sushi, que de por sí es fresco, recibe un tono cálido para el paladar.

## Alimento simbiótico y microbiota
El intestino humano está colonizado por una variedad de especies bacterianas, que desarrollan importantes capacidades metabólicas e inmunes, con un impacto en el estado de la dieta y el bienestar. La microbiota intestinal se puede fortalecer con el uso de suplementos prebióticos y probióticos. Los prebióticos suelen ser oligosacáridos complejos que no son procesados por enzimas y, por lo tanto, terminan en el intestino inferior donde promueven el desarrollo y la multiplicación de la microbiota intestinal ocupante. En consecuencia, se indican los prebióticos para mejorar el desarrollo de bacterias intestinales residentes beneficiosas. Los probióticos favorecen las funciones del intestino mediante una combinación de mecanismos, incluido el equilibrio del sistema inmunológico del huésped y promueven la construcción, integridad y función del intestino. Los probióticos también impactan directamente en diferentes bacterias, incluidos los patógenos, mediante la creación de metabolitos y compuestos antimicrobianos. El miso es una auténtica pasta japonesa de soja fermentada que se utiliza para hacer sopa de miso. El miso se obtiene envejeciendo las semillas de soja con 'Koji', creado a partir de un moho Aspergillus oryzae. El área local microbiana del miso se considera vital para la mejora del sabor excepcional, la superficie y el perfil saludable del miso. La característica simbiótica del miso consolida las cualidades de los probióticos y prebióticos, nutriendo a los microorganismos y formando nuevas colonias de microorganismos que son comparativamente beneficiosos para la microbiota intestinal.

## Estado de procesamiento y biodisponibilidad de la soja fermentada
La biodisponibilidad de los nutrientes dependerá de la forma en que se procese la soja fermentada de miso; el proceso tradicional es la fermentación de la soja para producir miso. Los cambios debidos a la fermentación de miso implican la producción de enzimas, la hidrólisis de macromoléculas, la degradación de factores antinutricionales, la transformación de metabolitos bioactivos y la producción de sabor. El porcentaje de macromoléculas varía según el tipo de proceso de la soja. La soja cruda contiene 35% (23,67g) de carbohidratos, los principales encontrados fueron isomalt, fructosa y glucosa (almidón sacarificado a glucosa). Durante el ciclo de desarrollo (fermentación) de la soja, la medida de sacarosa disminuyó de 3,15% y la medida de glucosa se expandió de 1,82 a 19,93%. En la última fase de la interacción de desarrollo, se descubrió que la glucosa era el segmento significativo de los azúcares libres. En la maduración de la soja, los carbohidratos complejos se descomponen en monosacáridos y disacáridos que incorporan glucosa, fructosa, manosa y sacarosa aumentando su biodisponibilidad. Los lípidos tienden a cambiar durante el envejecimiento y el almacenamiento. El examen de lípidos de las pruebas de arroz-koji miso mostró que el triacilglicerol se hidrolizaba progresivamente en grasas insaturadas libres, que luego se transformaban en ésteres etílicos de grasas insaturadas. Además, el ácido linoleico disminuyó en la fracción de triglicéridos, con el aumento de ácido linoleico en las fracciones de monoglicéridos y diglicéridos. Eso hizo una disminución de los lípidos de la soja cruda de un 20% a un 2-10% en la fermentación de los mismos.
El alto porcentaje de proteína en la soja genera beneficios con un 40% en total y durante la fermentación del miso un valor entre 32 - 42%, compuesto principalmente por proteínas específicas de soja glicinina y β-conglicinina. La fermentación hidroliza estas proteínas y se liberan péptidos bioactivos terapéuticos. Durante la fermentación, una gran parte de la proteína es transformada por proteasas en péptidos y aminoácidos. La sustancia de aminoácidos totalmente libre muestra una expansión rápida en los primeros 10 días de envejecimiento y luego una expansión lenta en las últimas fases de la interacción. El ácido glutámico libre, el ácido aspártico y la prolina aumentan directamente con el avance de la fermentación hasta 50 días. Una gran parte de estas progresiones se debe a las enzimas liberadas por A. oryzae, que incorpora proteasas ácidas, neutras y alcalinas, amilasa, lipasas, metalopeptidasa, glutaminasa, fosfatasa ácida y fitasa. La proteinasa ácida y las carboxipeptidasas ácidas liberadas por A. oryzae son responsables del incremento de aminoácidos libres. Se ha demostrado que las enzimas inkoji hidrolizan las proteínas y el almidón en péptidos, aminoácidos y azúcares durante los primeros 5 meses de envejecimiento del miso. Uno de estos productos químicos, la glutaminasa, que se crea durante el envejecimiento del koji, es especialmente importante para cambiar la glutamina a un corrosivo glutámico y darle al miso el inconfundible sabor umami. Después de los primeros 5 meses, se cree que el color y el sabor del miso se intensifican debido a la reacción de Maillard a baja temperatura, una reacción química entre los aminoácidos y los azúcares reductores.
Además, aumentan las vitaminas, minerales y compuestos fitoquímicos. En la soja cruda, el calcio, el hierro, el cobre, el fósforo y el zinc tienen un valor de 5-6% pero durante la fermentación aumenta a 5-30%, especialmente el hierro con un 34,3% . Esto sucede porque los taninos se descomponen en compuestos secundarios no complejos por las fitasas que conducen a una mayor biodisponibilidad de minerales como el zinc y el hierro, ya que el metabolismo se vería afectado desfavorablemente por la aparición de cantidades considerables de taninos, fibra dietética y fitato. El hierro es muy importante para la recuperación de la microbiota intestinal. Son los micronutrientes más abundantes dentro del miso. La recomendación diaria que se sugiere es entre 7 a 10 mg / día para niños y 8-15 para hombres y mujeres. De hecho, la absorción de hierro de la soja es perfecta, debido a que la mayor parte del hierro de la soja proviene de la ferritina. Este tipo es altamente biodisponible, casi igual a la absorción de hierro del sulfato ferroso. Los fitatos ácido fítico comprenden alrededor del 1 al 2% de la carga en estas variedades de alimentos y el 75% del ácido fítico y están relacionados con componentes de fibra soluble. Estas mezclas pueden disminuir la asimilación de hierro en algún lugar entre el 51 y el 82%, presumiblemente debido al desarrollo de fitatos di y tetraférricos. Se ha establecido que la fermentación del ciclo de calentamiento aumenta por completo la biodisponibilidad.